# Королевский эдинбургский парад военных оркестров

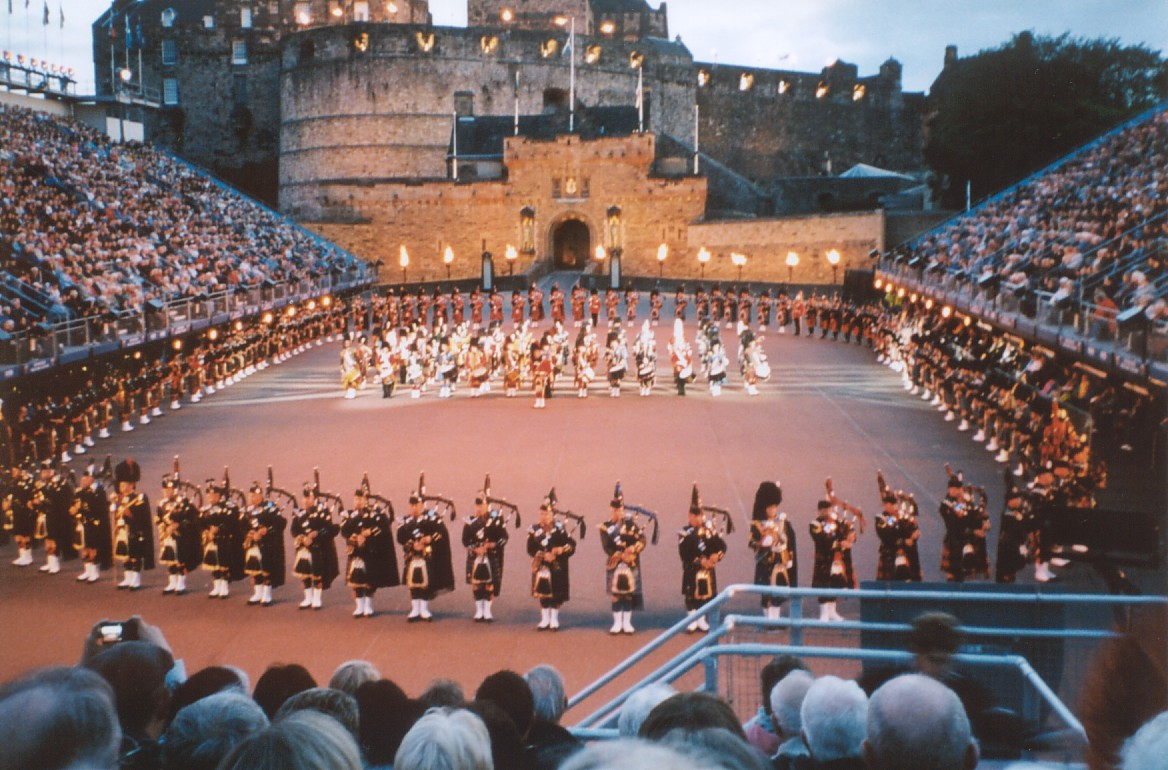
Edinburgh Military Tattoo, 2009

Королевский Эдинбургский парад военных оркестров (англ.  Royal Edinburgh Military Tattoo) — музыкально-театральный фестиваль, который ежегодно проводится в первые три недели августа  начиная c 1950 г. в Эдинбурге, Шотландия.
В представлениях принимают участие военные оркестры разных стран мира, барабанщики, волынщики, певцы, процессии акробатов и чирлидеров —всего более тысячи участников. Иностранные исполнители впервые появились на параде в 1952 г.: это были «Королевские гренадеры Нидерландов». Ежегодно около 200 тыс. человек приходят на трибуны, специально выстроенные на плацу перед Эдинбургским замком, а телеаудитория парада составляет около 100 млн. человек.
На мероприятие часто съезжаются члены королевской семьи, иностранные гости, а покровителем фестиваля традиционно является принцесса Анна. Билеты, как правило, распроданы уже за несколько месяцев до начала фестиваля.
Фестиваль является некоммерческим, остающаяся от продажи билетов и телетрансляций прибыль предоставляется в распоряжение благотворительных организаций.
В 2010 году, к 60-летию фестиваля, Её Величество Королева Елизавета II присвоила ему звание Королевского (Royal).

## Этимология
Используемое в оригинальном названии фестиваля слово «tattoo» не имеет отношения к татуировке. Оно происходит от голландского выражения «Doe den tap toe», что можно перевести на русский как команду «Закрыть кран!». Так в XVII—XVIII веках в голландской армии давалась команда к отбою. В изменённом до «tattoo» виде слово перекочевало в британскую армию, оно обозначает время отбоя, так как команда к отбою давалась обычно горном, то с течением времени это слово приобрело и второе значение — исполнение военной музыки.
По второй версии «Military Tattoo» означает воинский сигнал «вечерней зори» — барабанную дробь, которая призывает солдат возвращаться в казармы (дословный перевод слова «tattoo» с английского: барабанная дробь; стук).

## См.также
В рамках Эдинбургского фестиваля искусств Fringe также проводятся музыкальный фестиваль «Starbucks Jazz & Blues Festival», Эдинбургский книжный фестиваль и международный кинофестиваль.